# Goranchacha

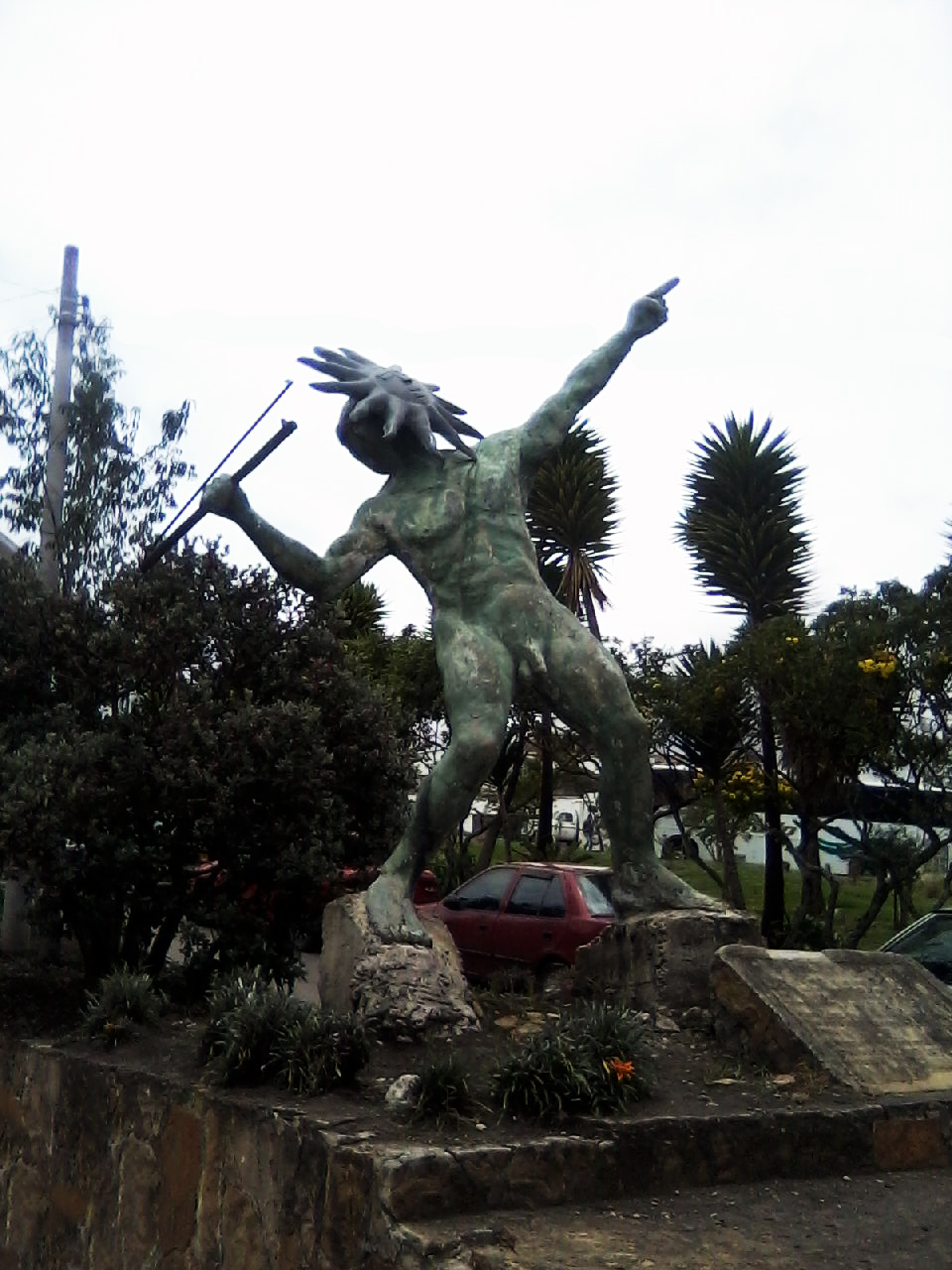
Estatua de Goranchacha en Tunja

Goranchacha, en la mitología muisca, era hijo del Sol (Xué) y de una doncella hija del cacique de Guachetá, en la forma de una Esmeralda grande (otras fuentes aluden a Chía). Ya siendo adulto, empezó a recorrer el territorio para predicar las enseñanzas de Bochica, convirtiéndose desde luego en profeta, emprendiendo reformas religiosas.
Un día, cuando tuvo conocimiento de que el cacique de Ramiriquí le había infligido castigo a uno de sus seguidores, fue a la capital de los zaques (que entonces estaba en la población mencionada), para darle muerte al agresor y tomarse el poder mediante un golpe de Estado, imponiendo un gobierno dictatorial y trasladando la capital a Hunza. Ya en ella, mandó a construir un templo para su padre y venerarlo con una procesión. 
Se valió de criados para servirle y uno de ellos, Chacha, tenía la cola de un animal, era la segunda persona de confianza e hizo que reuniera a los pobladores de la nueva capital para hablarles de cosas terribles en su ausencia, pues para no verlos posteriormente y que años después volvería. Goranchacha cerró el cercado y Chacha desaparece definitivamente.